# Mimapsilopa
Mimapsilopa is een vliegengeslacht uit de familie van de oevervliegen (Ephydridae).

## Soorten
- M. cressoni Lizarralde de Grosso, 1982